# Талапоин
Талапоин — сиамское обозначение буддийских аскетов или монахов, известных под различными названиями, кроме Сиама, также на острове Цейлоне. Иногда они называются также бонзами.

## Основные сведения
Слово «талапоин» происходит от палийского слова "Talâpat" ("пальмовый лист" от палийского слова "пальма" — " tala"), которым сиамцы называют большой веер из пальмовых листьев, вделанных в тонкую деревянную раму. Веер талапоины всегда берут с собой при выходе из дому. Приверженцы буддизма проявляют величайшее почтение к талапоинам, которых в Бирме называют Фонгхи (великая слава) или Рабан (совершенные).
Подобно христианским монахам, талапоины отказываются от светских развлечений, носят особый костюм, живут общинами, уклоняются от всего, что могло бы усилить человеческие страсти, налагая на себя обет бедности и отказываясь от удовлетворения большей части чувственных потребностей. Их цель — достижение святости и совершенства путём соблюдения высочайших заповедей закона. Все время талапоина посвящено повторению молитв, чтению священных книг, собиранию милостыни для собственного пропитания и т. п.
Община талапоинов состоит, во-первых, из молодых людей, облекшихся в одежду талапоинов, но ещё не считающихся полноправными членами братства: некоторые из них уже прошли через определённый искус, напоминающий христианское посвящение. Эти новички, или послушники, называются шунг. Второй класс талапоинов образуют члены, уже жившие в общине некоторое время на испытании и допущенные в качестве полноправных членов с установленными для таких случаев церемониями, причём им даётся звание талапоина. Этот класс талапоинов называется пазин.
Третий класс ордена талапоинов составляют настоятели, или игумены, отдельных общин, облеченные властью над всеми собратьями. К четвёртому, высшему классу принадлежат провинциальные или епархиальные начальники, власть которых распростирается на все общины, находящиеся в пределах одной провинции или области. Наконец, пятую и высшую ступень иерархии занимает Хайа Дава, или великий мастер, пребывающий в столице и управляющий делами всего ордена на территории всей страны.